# Președintele Ucrainei
Președintele Ucrainei (în ucraineană Президент України) este, conform Constituției, șeful statului în Ucraina. Președintele reprezintă națiunea în relațiile internaționale, administrează activitatea politică externă a statului, conduce negocieri și încheie tratate internaționale.
Actualul președinte este Volodîmîr Zelenski, care a a câștigat alegerile prezidențiale din 2019.

## Președinții Ucrainei (1991→)
| Nume Prenume Imagine | Nume Prenume Imagine | Perioada de președinție               | Partidul politic     | Observații    |
| -------------------- | -------------------- | ------------------------------------- | -------------------- | ------------- |
| Leonid Kravciuk      |                      | 5 decembrie 1991 — 19 iulie 1994      | Neafiliat politic    | Ales de popor |
| Leonid Kucima        |                      | 19 iulie 1994 — 23 ianuarie 2005      | Neafiliat politic    | Ales de popor |
| Viktor Iușcenko      |                      | 23 ianuarie 2005 — 25 februarie 2010  | Ucraina noastră      | Ales de popor |
| Viktor Ianukovici    |                      | 25 februarie 2010 — 22 februarie 2014 | Partidul Regiunilor  | Ales de popor |
| Oleksandr Turcinov   |                      | 22 februarie 2014 — 7 iunie 2014      | Batkivșcina          | Interimar     |
| Petro Poroșenko      |                      | 7 iunie 2014 — 20 mai 2019            | Neafiliat politic    | Ales de popor |
| Volodîmîr Zelenski   |                      | 20 mai 2019 — prezent                 | Slujitorul poporului | Ales de popor |